# Devocka
I Devocka sono un gruppo rock alternativo italiano originario di Ferrara formatosi nel 2003. Il nome del gruppo si ispira al modo in cui in Arancia meccanica il drugo Alex chiama le ragazze in lingua nadsat.

## Storia
La rock band proviene da Ferrara ed è attiva dal 2003. La formazione attualmente comprende Igor Tosi (voce), Matteo Guandalini (chitarra), Stefano Selvatici (chitarra), Giovanni Sassu (basso) e Piero Franchin (batteria). Il loro suono ha una matrice punk-noise con influenze new wave e post-punk. Il nome della band è invece ispirato da "Arancia Meccanica".

### Primi passi discografici
Dopo un'autoproduzione su CD nel 2004, firmano il primo contratto con la CNI (Compagnia Nuove Indye) di Roma e nel 2006 esce "Non sento quasi più" con una tracklist di nove canzoni tra cui spiccano "Noise vs", "Marzo" e "Nota uniforme" di cui viene realizzato anche un videoclip a cura di Alex Poltronieri e Davide Ravani. Inizia una buona attività live che porta la band a suonare in diverse località italiane assieme ad artisti come Perturbazione, Santo Niente, Ulan Bator e Almandino Quite Deluxe.

### Perché sorridere?!
Il secondo capitolo della discografia dei Devocka è "Perché sorridere?!", uscito il 5 giugno 2009 per Nagual/Nomadism Records, mixato dal già Teatro degli Orrori e One Dimensional Man, Giulio Ragno Favero, in veste anche di chitarrista nei brani Pane e Perché sorridere?. Il disco raggiunge le orecchie dei più curiosi ascoltatori, conquistando unanimemente l'informazione e facendo gridare alla nuova rivelazione dell'indie-noise di matrice italiana, permettendo alla band di esibirsi anche all'estero, a Birmingham (UK) per Amnesty International, nella storica manifestazione Rock4Rights. Escono anche i videoclip autoprodotti di Perché sorridere? (che ottiene diversi passaggi su All Music e su tantissime webTV) e di "Corri", due tra i brani che meglio rappresentano questo disco, assieme a "Piero" e "Umor Vitreo".

### La morte del sole
Il 25 maggio 2012 esce "La Morte del Sole", terzo album in studio, licenziato da I Dischi del Minollo (distribuzione Audioglobe). Le undici nuove composizioni si lasciano alle spalle la componente noise, che li ha accompagnati fino ad ora, per affrontare maggiormente i territori sonori della new wave e del post punk e ancora una volta indagano la dimensione paranoica che circonda la quotidianità dell'individuo, ma adesso la vis iraconda dei primi lavori lascia spazio ad una maturità compositiva e riflessiva. Il brano di punta è "Non solamente un'apertura mentale" il cui videoclip è opera del folle duo artistico Amae (collettivo artistico), coautori anche del testo stesso del brano.

### Meccanismi e desideri semplici
Il 2018 è l’anno del ritorno sulle scene con il nuovo disco, Meccanismi e desideri semplici, uscito il 30 marzo per Dimora Records, etichetta discografica fondata dal produttore Alberto Nemo.

## Formazione

### Formazione attuale
- Fabio Igor Tosi - voce, chitarra, sintetizzatore
- Matteo Guandalini - chitarra
- Stefano Selvatici - chitarra (dal 2018)
- Giovanni Sassu - basso (dal 2019)
- Piero Franchin - batteria (dal 2019)

### Ex componenti
- Francesco Bonini - basso (2003-2013)
- Ivan Mantovani - batteria (2003-2019)
- Alessandro Graziadei - basso (2014-2019)

## Discografia

### EP
- 2004 – Devocka EP - Autoprodotto

### Album studio
- 2006 – Non sento quasi più (CNI/Venus)
- 2009 – Perché sorridere?! (Nagual/Masterpiece)
- 2012 – La morte del sole (I Dischi del Minollo/Audioglobe)
- 2018 – Meccanismi e desideri semplici (Dimora Records/New Model Label)

### Raccolte
- 2013 – Dieci - Autoprodotto

### Videoclip
- 2006 - Nota Uniforme, regia di A.Poltronieri, tratto dal disco "Non sento quasi più" (2006, CNI)
- 2009 - Perché Sorridere?, regia di Igor Tosi, tratto dal disco "Perché Sorridere?!" (2009, Nomadism Rec.)
- 2009 - Corri, regia di Igor Tosi, tratto dal disco "Perché Sorridere?!" (2009, Nomadism Rec.)
- 2012 - Non solamente un'apertura mentale, regia di Amae, tratto dal disco "La morte del sole" (2012, I Dischi del Minollo)
- 2018 - Siamo già finiti - regia di Alberto Nemo, tratto dal disco "Meccanismi e desideri semplice" (2018, Dimora Records / New Model Label)
- 2018 - Lezione a memoria (feat. Bologna Violenta) - regia di Edo Tagliavini,  tratto dal disco "Meccanismi e desideri semplice" (2018, Dimora Records / New Model Label)